# Diocesi di Tempio-Ampurias

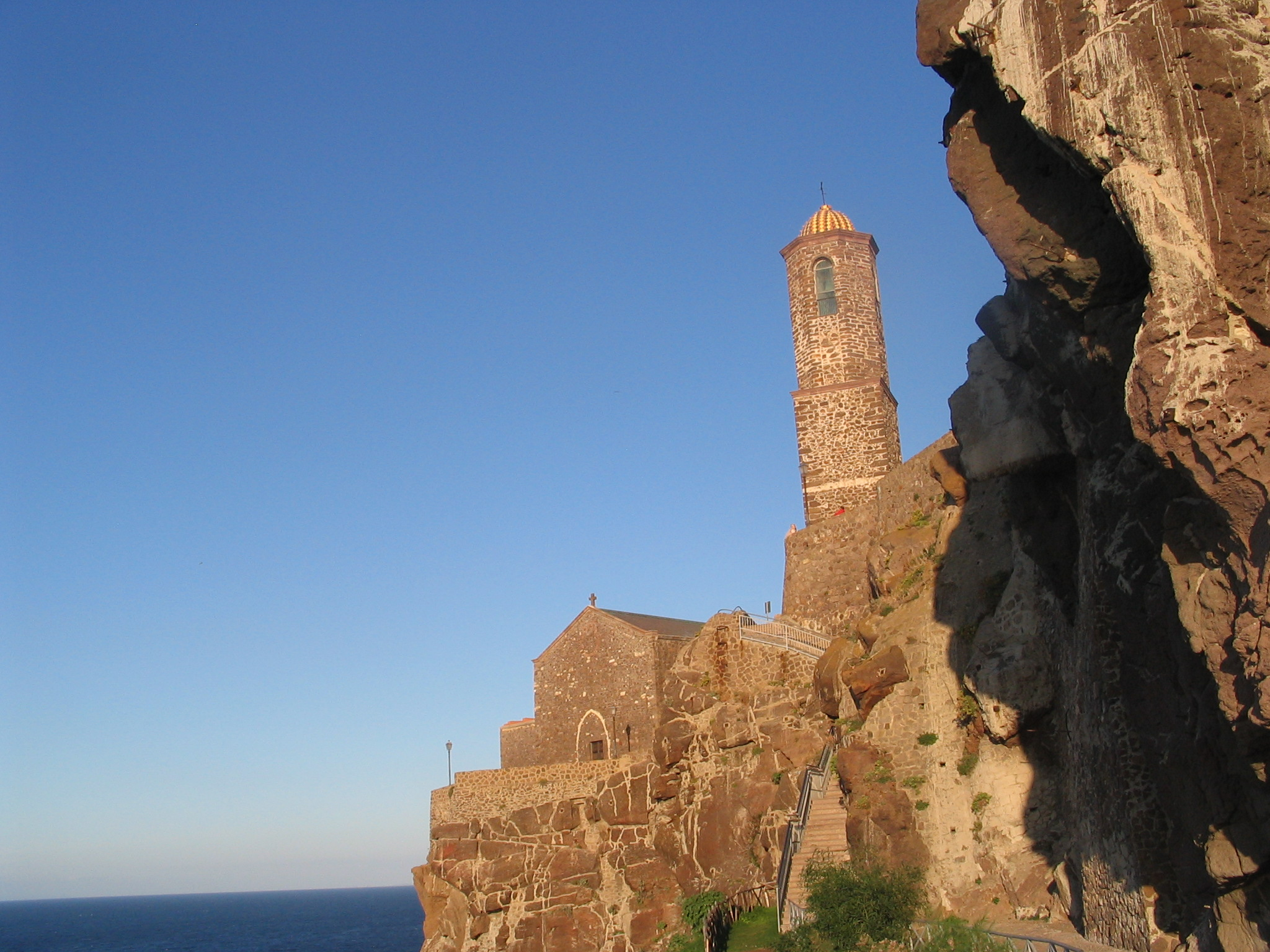
La concattedrale di Castelsardo.

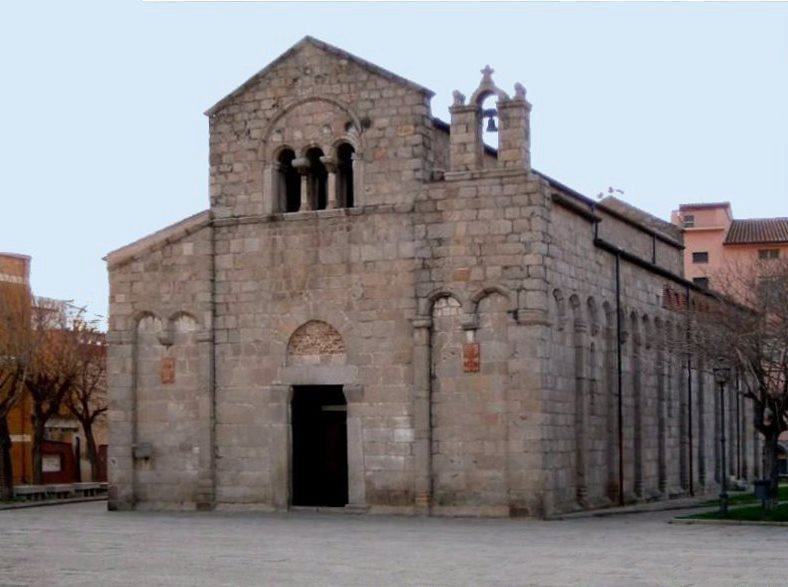
La basilica di San Simplicio di Olbia.

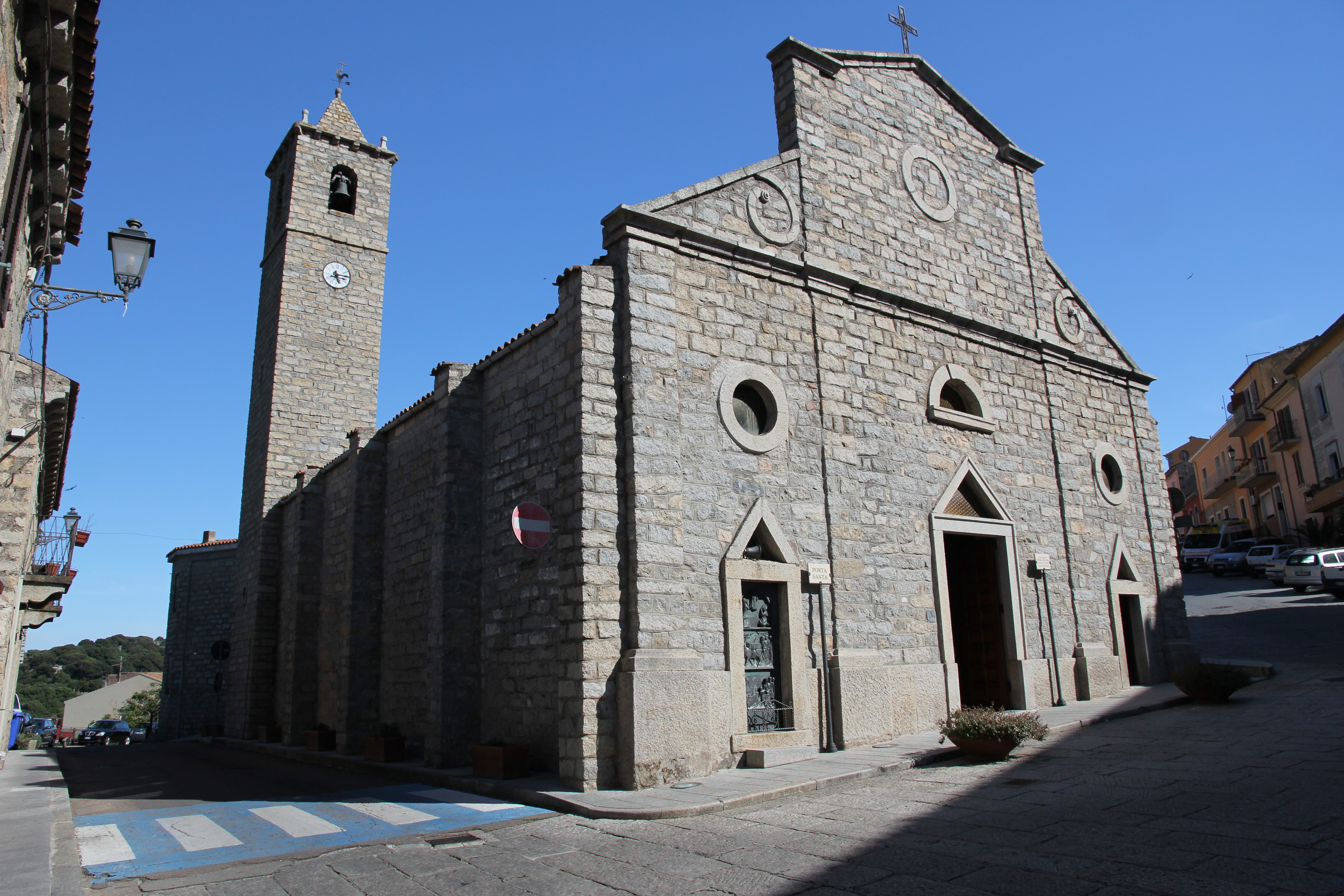
La basilica di Nostra Signora a Luogosanto.

La diocesi di Tempio-Ampurias (in latino Dioecesis Templensis-Ampuriensis) è una sede della Chiesa cattolica in Italia suffraganea dell'arcidiocesi di Sassari, appartenente alla Regione ecclesiastica Sardegna. Nel 2022 contava 160.000 battezzati su 162.733 abitanti. È retta dal vescovo Roberto Fornaciari, O.S.B.Cam.

## Territorio
La diocesi, che comprende le regioni storiche della Gallura e dell'Anglona, si estende su 31 comuni della provincia di Sassari: Nulvi, Castelsardo, Valledoria, Erula, Tergu, Martis, Bulzi, Sedini, Laerru, Perfugas, Santa Maria Coghinas, Viddalba, Badesi, Trinità d'Agultu e Vignola, Tempio Pausania, Luras, Bortigiadas, Calangianus, Aggius, La Maddalena, Luogosanto, Palau, Golfo Aranci, Aglientu, Arzachena, Olbia, Santa Teresa Gallura, Sant'Antonio di Gallura, Loiri Porto San Paolo, San Teodoro, Telti.
Sede vescovile è la città di Tempio Pausania, dove si trova la cattedrale di San Pietro. A Castelsardo sorge la concattedrale di Sant'Antonio Abate. L'ex cattedrale di Civita è la basilica romanica di San Simplicio nell'odierna Olbia, risalente all'inizio del XII secolo. Importante luogo di pellegrinaggio della diocesi è la basilica di Nostra Signora di Luogosanto.
Il territorio si estende su 2.695 km² (dei quali oltre 2.300 km² e in Gallura e i rimanenti 300 km² in Anglona) ed è suddiviso in 52 parrocchie, raggruppate in 4 vicariati:
- Anglona e bassa valle del Coghinas (vicariato "Sant'Antonio Abate");
- Tempio e alta Gallura (vicariato "San Pietro Apostolo");
- Arzachena e arcipelago di La Maddalena (vicariato "Nostra Signora di Luogosanto");
- Olbia (vicariato "San Simplicio").

Patroni della diocesi sono Simplicio di Olbia per la Gallura e Antonio abate per l'Anglona.

## Storia
L'odierna diocesi è frutto dell'unione di due antiche diocesi medievali, Ampurias e Civita (erede dell'antica Fausania), stabilita nel 1506; la diocesi di "Ampurias e Civita" assunse il nome di "Ampurias e Tempio" nel 1839 e di "Tempio-Ampurias" nel 1986.

### Fausania

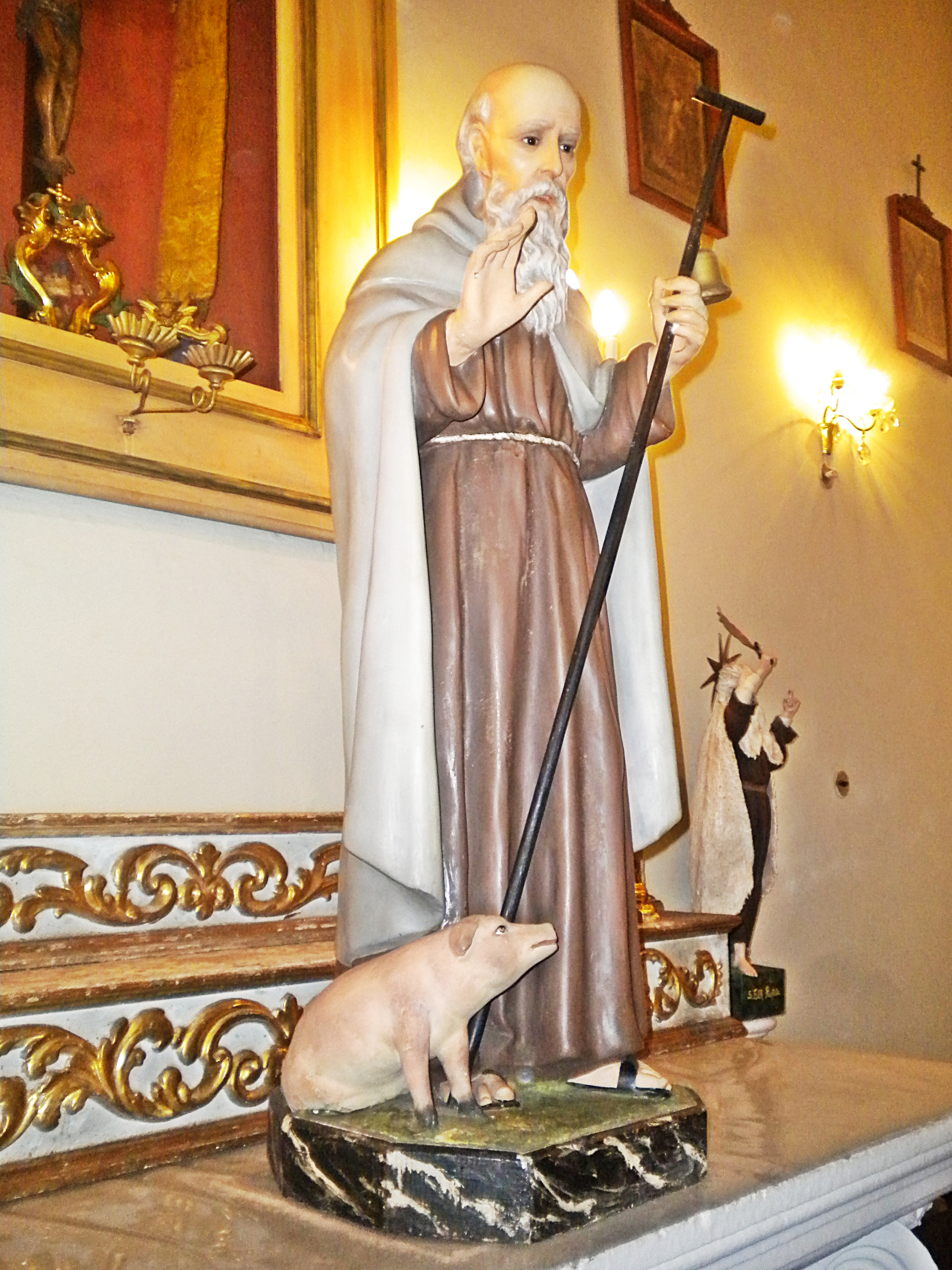
Sant'Antonio abate, patrono secondario della diocesi

Nell'odierna Gallura è attestata, in epoca romana e bizantina, la diocesi di Fausania, località che la maggior parte degli storici sardi identificano con l'antica Olbia. Secondo Raimondo Turtas, la diocesi venne fondata all'inizio del VI secolo dai vescovi africani esiliati da Unerico, e fu abbandonata dopo l'invasione degli Ostrogoti di Totila nel 552.
Nel 594, Gregorio Magno scriveva al vescovo Ianuarius di Cagliari per invitarlo a nominare un nuovo vescovo nel «locus qui intra provinciam Sardiniam Fausiana dicitur», da tempo vacante. È questa la prima menzione della diocesi ed attesta inoltre che la sede era suffraganea dell'arcidiocesi di Cagliari. In una lettera del 599, il papa ricorda l'unico vescovo storicamente documentato di Fausania, Vittore, per la sua opera di evangelizzazione delle popolazioni pagane; lo stesso Vittore prese parte nell'ottobre dell'anno successivo ad un sinodo a Roma.
L'identificazione di Fausania con Olbia risale allo storico sardo Giovanni Francesco Fara († 1591), che formulò la sua ipotesi a partire dalla passio del martire san Simplicio databile al XII secolo, ove il santo è presentato come vescovo di Fausania. Nel martirologio geronimiano è venerato il 15 maggio; tuttavia gli antichi manoscritti, a causa di interpolazioni successive, lo presentano o come presbitero o come vescovo. Nella tradizione locale san Simplicio è considerato il protovescovo di Fausania, «benché non ci siano documenti di valore incontrastabile che ci attestino la sua dignità episcopale».
La diocesi di Fausania è ancora attestata dalla Notitia Episcopatuum attribuita all'imperatore Leone VI il Saggio e databile tra la fine del IX secolo e l'inizio del X. Tuttavia questa Notitia rifletteva piuttosto la situazione ideale che la realtà; infatti, dopo che le coste della Sardegna iniziarono ad esser vessate dagli Arabi, non è più documentato alcun vescovo di Fausania e la diocesi si estinse, forse a partire dalla prima metà dell'VIII secolo.

### Civita
Forse all'epoca di papa Alessandro II (1061-1073), l'isola fu suddivisa in quattro province ecclesiastiche corrispondenti ai quattro giudicati.
In Gallura è attestato per la prima volta un episcopatus gallurensis in una carta del 1095. Anche il vescovo Villano, agli inizi del XII secolo, è menzionato come vescovo della Gallura senza indicazione specifica della sede episcopale. Questo farebbe pensare che in origine, la Gallura aveva una sola diocesi e solo in un secondo momento fu eretta anche la diocesi di Galtellì, la seconda sede episcopale della regione. Originariamente le due diocesi erano immediatamente soggette alla Santa Sede, ma nel 1138, con la bolla Tunc apostolicae sedis di papa Innocenzo II, furono rese suffraganee dell'arcidiocesi di Pisa.
Il nome "Civita" compare per la prima volta in un documento del 1113 circa, ad indicare la civitas per eccellenza, ossia la città di Olbia. Il primo vescovo noto con il titolo di Civita è Bernardo, menzionato in un documento del 1173. Secondo alcuni studiosi, la precedente diocesi della Gallura assunse il nome di "diocesi di Civita" dopo la creazione della diocesi di Galtellì, il cui territorio fu ricavato da quello dell'unico episcopatus gallurensis. Cattedrale della diocesi era, fin dall'XI secolo, l'odierna basilica di San Simplicio a Olbia.
Verso la fine del XII secolo, la diocesi, assieme a quella di Galtellì, appare di nuovo immediatamente soggetta alla Santa Sede. La scarsa estensione del territorio e la conseguente difficoltà a creare un'altra diocesi, può spiegare perché in Gallura, a differenza degli altri giudicati sardi, non fu creata una provincia ecclesiastica, e le sue due diocesi furono sottomesse alla diretta obbedienza del papa.
Pochi sono i vescovi documentati fino al terzo decennio del XIV secolo e di alcuni di essi, menzionati nelle lettere dei papi, non se ne conosce il nome. Dalle Rationes decimarum della metà del Trecento si evince che la diocesi comprendeva tutta la parte centro settentrionale della Gallura ed era divisa dalla diocesi di Galtellì dal Riu Mannu di Posada.
Agli inizi del XVI secolo, a causa dello spopolamento del territorio, la diocesi di Civita fu unita alla diocesi di Ampurias.

### Ampurias
Anche la diocesi di Ampurias fu eretta nella seconda metà dell'XI secolo, forse all'epoca di papa Alessandro II, in occasione del riordino delle circoscrizioni ecclesiastiche sarde. La diocesi comprendeva la curatoria di Anglona nel giudicato di Torres, ed era suffraganea dell'arcidiocesi di Torres. Sede episcopale era un antico centro, posto presumibilmente sul litorale di Codaruìna nei pressi di Valledoria alla foce del Coghinas. La cattedrale era dedicata a San Pietro Apostolo, si trovava nel sito dove oggi sorge la chiesa di San Pietro a Mare erroneamente conosciuta come “San Pietro Celestino”, in realtà anch’essa dedicata a San Pietro Apostolo, del quale ancora si conserva l’antico simulacro del XVI secolo. La diocesi era nota anche con il nome di diocesi "de Flumen". Primo vescovo noto di Ampurias è Bono, che attorno al 1100 prese parte alla fondazione del monastero di San Nicola di Silanus presso Sedini.
Tra l'XI ed il XII secolo la diocesi vide il fiorire di numerosi monasteri della Congregazione cassinese; le fonti documentano l'esistenza di almeno tredici monasteri dipendenti da quello di Santa Maria di Tergu; secondo i canoni dell'epoca, i beni dipendenti dai monasteri erano esenti dalla giurisdizione vescovile. Questo determinò continue liti tra i vescovi e il clero della diocesi e i monaci, con frequenti interventi dei papi per riaffermare l'esenzione monastica e il rispetto delle loro proprietà. Non è da escludere che «l'uccisione dell'abate di Santa Maria di Tergu, avvenuta poco prima del 1203, sia da collegare a eventuali dispute su tali proprietà».
In base alle Rationes decimarum della metà del Trecento la diocesi era costituita da 21 tra pievanie e rettorie. L'antico abitato di Ampurias fu pian piano abbandonato per la perdita d'importanza del suo porto e per l'impaludamento della foce del Coghinas. Forse già nel corso del XIV secolo la sede della diocesi fu trasferita a Castelgenovese (oggi Castelsardo); questo trasferimento fu formalizzato da papa Giulio II nel 1503 con l'erezione dell'antico priorato benedettino di Sant'Antonio in nuova cattedrale della diocesi.

### Le sedi unite
Le diocesi di Ampurias e di Civita furono unite aeque principaliter il 5 giugno 1506 con la bolla Romanus Pontifex di papa Giulio II, lasciando al destino il compito di scegliere la sede: infatti il papa stabilì che il titolo diocesano sarebbe rimasto al vescovo che fosse sopravvissuto. Il vescovo di Civita, Pedro Stornell, morì nel 1510; perciò la residenza vescovile della diocesi unita venne stabilita a Castellaragonese (già Castelgenovese), dove rimase fino al XIX secolo.
Due lettere scritte dal vescovo Luis de Cotes nel 1546 ci informano sullo stato del clero e sulle condizioni religiose della diocesi: «la maggior parte degli ecclesiastici non sapeva nemmeno leggere, trascurava l'amministrazione dei sacramenti, molti di loro si erano addirittura sposati con contratti matrimoniali»; anche i fedeli erano per lo più ignoranti in materia religiosa e scarsa era la frequenza ai sacramenti. Inoltre spesso gli edifici di culto, con evidente abuso della regola dell'immunità degli edifici sacri, erano diventati covi di ladri e di banditi, base di partenza delle loro operazioni criminose. A questa situazione di degrado religioso e morale, i vescovi "tridentini" cercarono di porre rimedio, soprattutto a partire dal vescovo Giovanni Sanna (1586-1607).
Dopo l'unione delle due diocesi, «l'Anglona, che formava la diocesi di Ampurias, ebbe per un secolo il sopravvento sulla Gallura; i suoi vescovi si comportavano come se la diocesi di Civita fosse del tutto estinta». Benché la diocesi avesse il nome ufficiale di diocesi di Ampurias e Civita, i suoi vescovi spesso si firmavano solo come vescovi di Ampurias, come appare nelle relazioni delle visite ad limina, le quali, mentre sono ricche di particolari e d'informazioni sull'Anglona, sembrano ignorare completamente la Gallura. Questa situazione "de facto" sembrava confermata anche dai pontefici: nel 1568 infatti papa Pio V aveva trasferito alla cattedrale di Castellaragonese i diritti e le competenze dell'altra antica cattedrale, quella di Civita, la cui diocesi venne dichiarata «suppressa et extincta».

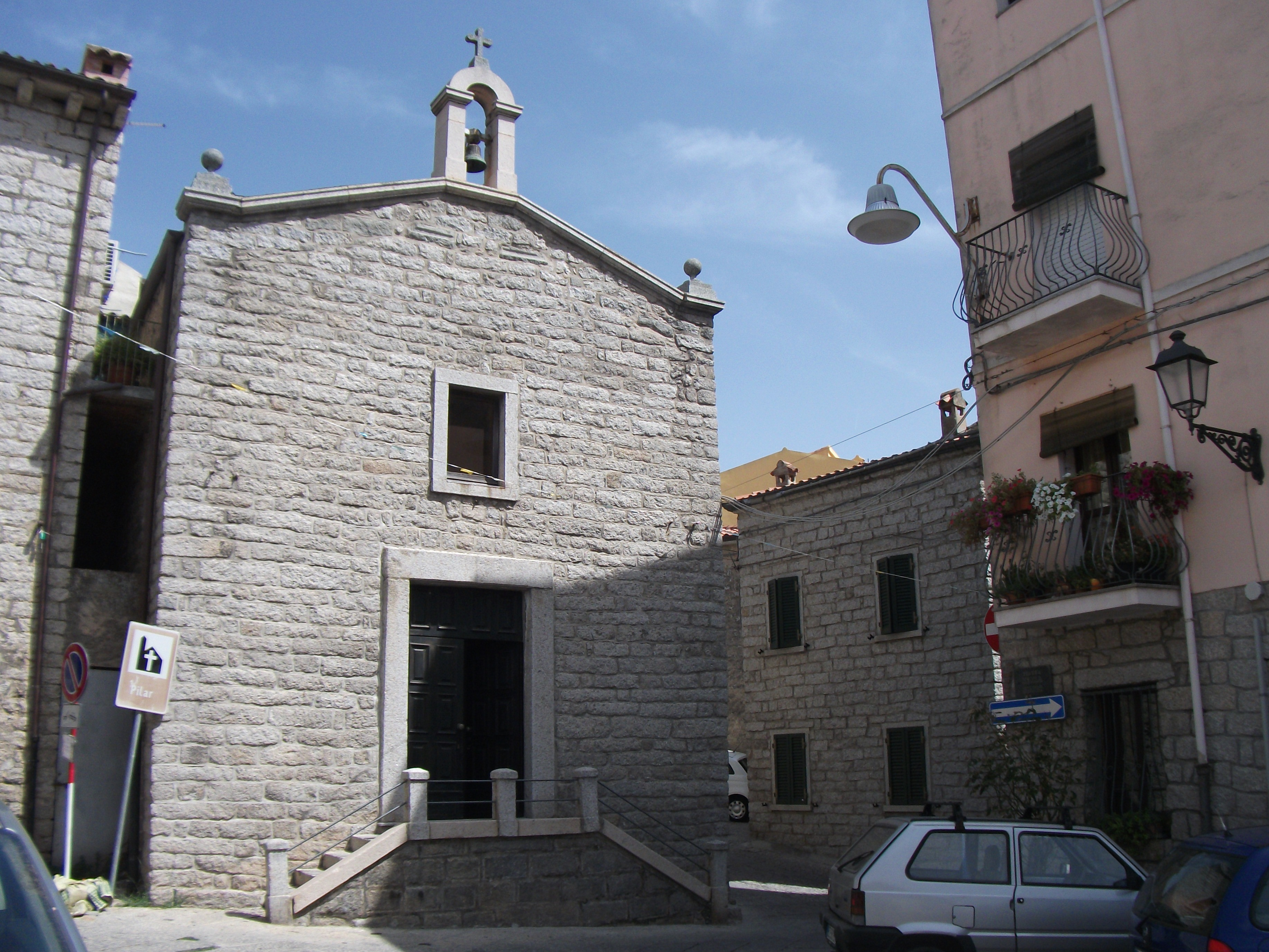
La chiesa di Nostra Signora del Pilar a Tempio Pausania

Nel 1621, con la bolla Sacri Apostolatus, papa Gregorio XV, per richiesta del vicario parrocchiale, eresse in collegiata la parrocchia di Tempio. Da questo momento «la collegiata di Tempio si fece paladina dell'identità religiosa della Gallura, in concomitanza anche con l'esigenza, sentita grazie alla diffusione dei decreti di riforma tridentini, di un servizio religioso più assiduo e decoroso». La situazione di conflittualità tra le due parti della diocesi si accentuò nel 1640, quando i canonici di Tempio rifiutarono di presentarsi al sinodo che si stava celebrando a Castellaragonese e contestualmente reclamarono un sinodo per la diocesi di Civita. La Rota Romana intervenne ufficialmente nel 1686, ribadendo l'unione aeque principaliter delle due sedi diocesane e che la "cattedralità" di Civita non era stata soppressa; nel 1709 tuttavia rigettò il trasferimento della cattedrale da Civita a Tempio, per l'opposizione del capitolo di Ampurias.
Il 26 agosto 1839 papa Gregorio XVI, con la bolla Quamvis aequam, formalizzò la traslazione della sede vescovile da Civita-Olbia a Tempio, divenuta in quegli anni capoluogo di provincia; da questo momento la diocesi unita assunse la nuova denominazione di diocesi di Ampurias e Tempio. Tempio divenne così erede dell'antica Civita, oltre che sede dei vescovi della diocesi unita.
Dal Settecento e fino agli inizi del Novecento, la diocesi visse lunghi periodi di sede vacante, causati per lo più dai contrasti tra le autorità civili e quelle ecclesiastiche. Dopo il concilio Vaticano II il progetto di creare una diocesi di Tempio e l'assorbimento di Ampurias nell'arcidiocesi di Sassari non andò in porto.
Il 30 settembre 1986, con il decreto Instantibus votis della Congregazione per i Vescovi, fu stabilita la plena unione tra Ampurias e Tempio, e la diocesi ha assunto il nome attuale.

## Cronotassi dei vescovi
Si omettono i periodi di sede vacante non superiori ai 2 anni o non storicamente accertati.

### Vescovi di Fausania
- San Simplicio ? † (III secolo - circa 304 deceduto)
- Vittore † (dopo il 594 - dopo il 600)

### Vescovi di Civita
- Episcopus Gallurensis † (menzionato nel 1095)
- Villano † (prima del 1114 - dopo il 1116)
- Bernardo † (menzionato nel 1173)
- Anonimo † (menzionato nel 1204)
- Filippo ? † (menzionato nel 1229)[25]
- Pietro I † (menzionato nel 1246)[26]
- Anonimo † (menzionato nel 1255)
- Anonimo † (menzionato nel 1263)
- Pietro II † (menzionato prima del 1329)
- Lorenzo da Viterbo, O.P. † (11 settembre 1329 - circa 1344 deceduto)
- Bernardino Rossi, O.F.M. † (14 giugno 1344 - ?)
- Matteo ? † (menzionato nel 1348)[27]
- Raimondo, O.P. † (19 settembre 1349 - 10 giugno 1351 nominato vescovo di Mariana)
- Tommaso Sferrato, O.F.M. † (10 giugno 1351 - 6 novembre 1353 nominato vescovo di Cagli)
- Gerardo, O.F.M. † (6 novembre 1353 - 1362 deceduto)
- Alfonso † (8 marzo 1363 - 1383 deceduto)
- Obbedienza avignonese:
  - Siffredo di Tommaso, O.Carm. † (15 maggio 1383 - 1388 deceduto)
  - Francesco de Marginibus, O.P. † (18 agosto 1390 - ?)
- Obbedienza romana:
  - Simone † (1390 - ? deceduto)
  - Simone Margens † (26 settembre 1402 - 1407)
  - Angelo † (5 agosto 1407 - ? deceduto)
- Agostino di Poggibonsi, O.E.S.A. † (27 aprile 1442 - ?)[28]
  - Lorenzo Scopulart, O.P. † (1439 - ?) (antivescovo)
- Antonio de Fontanis, O.F.M. † (30 ottobre 1443 - 1460 dimesso)
- Rodrigo de Sesse, O.F.M. † (24 marzo 1460 - 1490 deceduto)
- Pedro Stornell, O.P. † (5 novembre 1490 - 1510 deceduto)
  - Sede unita ad Ampurias

### Vescovi di Ampurias
- Bono † (menzionato attorno al 1100)
- Nicola I † (prima del 1112[29] - dopo il 1120[30])
- Anonimo † (prima del 1139 - dopo il 1142)
- Gilito † (prima del 1149 - dopo il 1154)
- Comita de Martis † (prima del 1170 - dopo il 1179)
- Anonimo † (menzionato nel 1204)[31]
- Pietro I † (menzionato nel 1205)
- Anonimo † (menzionato nel 1215)
- G. (Gennadio ?) † (menzionato nel 1230)
- Anonimo † (documentato dal 1233 al 1238)[32]
- Anonimo † (documentato dal 1247 al 1254)[33]
- Guglielmo † (11 luglio 1255 - ?)
- Giovanni † (menzionato nel 1269)
- Summachio † (menzionato nel 1278)
- Gonario † (prima del 1283 - circa 1300 deceduto)
- Bartolomeo de Malague, O.F.M. † (9 maggio 1301 - prima del 1332 deceduto)
- Giacomo Sanjust † (21 settembre 1332 - ?)
- Anonimo † (documentato dal 1342 al 1345)
- Arduino † (? - circa 1355 deceduto)
- Bertrando, O.P. † (8 giugno 1355 - 5 settembre 1365 nominato vescovo di Larino)
- Pietro di San Martino, O.F.M. † (10 settembre 1365 - ?)
- Obbedienza avignonese:
  - Pietro † (1379 - 1387)
  - Egidio da Murello, O.F.M. † (28 febbraio 1393 - ?)
- Obbedienza romana:
  - Marco † (16 maggio 1386 - ?)
  - Nicola II † (16 ottobre 1386 - ?)
  - Pietro di Corsica † (3 aprile 1395 - 11 febbraio 1401 nominato vescovo di Ajaccio)
  - Pietro Benedetto di Giovanni † (26 marzo 1401 - 1413 deceduto)
- Tommaso di Bobbio † (21 novembre 1413 - 1428 deceduto) (obbedienza pisana)
- Gavino † (12 aprile 1428 - 1443 deceduto)
- Sisinnio o Sissino † (5 luglio 1443 - 23 ottobre 1448 nominato vescovo di Bisarcio)
- Gonario Gadulese † (23 settembre 1448 - 1449 deceduto)
- Gileto Esu o Gelasio † (1º ottobre 1449 - 1455)
- Antonio de Alcalá † (16 maggio 1457 - circa 1457 dimesso)
- Nicola de Campo † (27 ottobre 1458 - 1479 deceduto)
- Ludovico di Giovanni, O.F.M.Conv. † (20 agosto 1480 - 1486 deceduto)
- Diego de Nava, O.E.S.A. † (2 ottobre 1486 - 1493 deceduto)[34]
- Francesco Manno † (27 novembre 1493 - 1510 nominato vescovo di Ampurias e Civita)

### Vescovi di Ampurias e Civita
- Francesco Manno † (1510 - dopo il 27 aprile 1511 deceduto)
- Luis González, O.F.M. † (8 giugno 1513 - 1538 deceduto)
- Giorgio Artea † (5 giugno 1538 - 1545 deceduto)
- Luis de Cotes, O.S.A. † (22 maggio 1545 - 1558 deceduto)[35]
- Francisco Tomás † (23 marzo 1558 - 1572 deceduto)
- Pedro Narro, O.S.B. † (30 luglio 1572 - 22 ottobre 1574 nominato arcivescovo di Oristano)
- Gaspar Vicente Novella † (18 settembre 1575 - 6 ottobre 1578 nominato arcivescovo di Cagliari)
- Miguel Rubio, O.Cist. † (26 giugno 1579 - 1586 deceduto)
- Giovanni Sanna † (26 novembre 1586 - 1607 deceduto)
- Felipe Marimón † (2 giugno 1608 - 17 gennaio 1613 deceduto)
- Giacomo Passamar † (12 agosto 1613 - 13 giugno 1622 nominato arcivescovo di Sassari)
- Giovanni de la Bronda † (19 settembre 1622 - 1633 deceduto)
- Andrea Manca † (9 maggio 1633 - 13 luglio 1644 nominato arcivescovo di Sassari)
- Gavino Manca Figo † (17 ottobre 1644 - 1652 deceduto)
- Gaspare Litago † (29 aprile 1652 - 26 luglio 1656 nominato arcivescovo di Sassari)
- Lorenzo Sampero † (28 agosto 1656 - 1669 deceduto)
- Pietro Alagon † (5 agosto 1669 - 15 gennaio 1672 nominato arcivescovo di Oristano)
- José Sanchis y Ferrandis, O. de M. † (22 febbraio 1672 - 17 luglio 1673 nominato vescovo di Segorbe)
- Juan Bautista Sorribas, O.Carm. † (25 settembre 1673 - 24 novembre 1678 deceduto)
- Giuseppe Acorrà † (25 settembre 1679 - 30 aprile 1685 nominato arcivescovo di Oristano)
- Francesco Sampero † (1º ottobre 1685 - maggio 1688 deceduto)
- Michele Villa † (29 novembre 1688 - giugno 1700 deceduto)
- Diego Serafino Posulo, O.P. † (11 dicembre 1702 - gennaio 1718 deceduto)
  - Sede vacante (1718-1727)
- Angelo Galcerin, O.F.M.Conv. † (17 maggio 1727 - settembre 1735 deceduto)
- Giovanni Leonardo Sanna † (26 settembre 1736 - 30 settembre 1737 nominato vescovo di Bosa)
- Vincenzo Giovanni Vico † (30 settembre 1737 - 3 luglio 1741 nominato arcivescovo di Oristano)
- Salvator Angelo Cadello † (3 luglio 1741 - 6 gennaio 1764 deceduto)
- Pietro Paolo Carta † (26 novembre 1764 - gennaio 1771 deceduto)
- Francesco Ignazio Guiso † (7 settembre 1772 - 25 marzo 1778 deceduto)
- Giovanni Antonio Arras Minutili † (1º marzo 1779 - marzo 1784 deceduto)
- Michele Pes † (14 febbraio 1785 - 1804 deceduto)
- Giuseppe Stanislao Paradiso † (18 settembre 1807 - 29 marzo 1819 nominato vescovo di Ales e Terralba)
  - Sede vacante (1819-1823)
- Stanislao Mossa † (24 novembre 1823 - 9 aprile 1825 deceduto)
  - Sede vacante (1825-1833)

### Vescovi di Ampurias e Tempio
- Diego Capece † (15 aprile 1833 - 7 settembre 1855 deceduto)
  - Sede vacante (1855-1871)
- Filippo Campus Chessa † (24 novembre 1871 - 21 novembre 1887 deceduto)
- Paolo Pinna † (23 maggio 1888 - 17 novembre 1892 deceduto)
- Antonio Contini † (16 gennaio 1893 - 1907 dimesso)
  - Sede vacante (1907-1915)
- Giovanni Maria Sanna, O.F.M.Conv. † (22 dicembre 1914 - 12 maggio 1922 nominato vescovo di Gravina e Irsina)
- Albino Morera † (11 dicembre 1922 - 9 dicembre 1950 ritirato)
- Carlo Re, I.M.C. † (29 dicembre 1951 - 10 febbraio 1961 dimesso)
- Mario Ghiga † (10 febbraio 1961 - 31 marzo 1963 deceduto)
- Giovanni Melis Fois † (25 maggio 1963 - 7 novembre 1970 nominato vescovo di Nuoro)
- Carlo Urru † (7 marzo 1971 - 21 aprile 1982 nominato vescovo di Città di Castello)
- Pietro Meloni (9 giugno 1983 - 30 settembre 1986 nominato vescovo di Tempio-Ampurias)

### Vescovi di Tempio-Ampurias
- Pietro Meloni (30 settembre 1986 - 16 aprile 1992 nominato vescovo di Nuoro)
- Paolo Atzei, O.F.M.Conv. (8 febbraio 1993 - 14 settembre 2004 nominato arcivescovo di Sassari)
- Sebastiano Sanguinetti (22 aprile 2006 - 11 luglio 2023 ritirato)
- Roberto Fornaciari, O.S.B.Cam., dall'11 luglio 2023

## Statistiche
La diocesi nel 2022 su una popolazione di 162.733 persone contava 160.000 battezzati, corrispondenti al 98,3% del totale.
| anno | popolazione | popolazione | popolazione | presbiteri | presbiteri | presbiteri | presbiteri                | diaconi | religiosi | religiosi | parrocchie |
| anno | battezzati  | totale      | %           | numero     | secolari   | regolari   | battezzati per presbitero | diaconi | uomini    | donne     | parrocchie |
| ---- | ----------- | ----------- | ----------- | ---------- | ---------- | ---------- | ------------------------- | ------- | --------- | --------- | ---------- |
| 1959 | 101.889     | 101.955     | 99,9        | 75         | 71         | 4          | 1.358                     |         | 12        | 152       | 35         |
| 1969 | 108.170     | 108.212     | 100,0       | 87         | 78         | 9          | 1.243                     |         | 14        | 175       | 43         |
| 1980 | 120.700     | 121.300     | 99,5        | 80         | 68         | 12         | 1.508                     |         | 14        | 135       | 45         |
| 1990 | 138.975     | 139.250     | 99,8        | 72         | 63         | 9          | 1.930                     |         | 11        | 126       | 46         |
| 1999 | 137.486     | 137.528     | 100,0       | 72         | 63         | 9          | 1.909                     | 1       | 10        | 112       | 47         |
| 2000 | 137.472     | 137.528     | 100,0       | 73         | 64         | 9          | 1.883                     |         | 10        | 115       | 47         |
| 2001 | 137.472     | 137.582     | 99,9        | 73         | 64         | 9          | 1.883                     |         | 10        | 115       | 47         |
| 2002 | 142.454     | 142.535     | 99,9        | 75         | 65         | 10         | 1.899                     |         | 12        | 115       | 47         |
| 2003 | 141.586     | 142.720     | 99,2        | 75         | 63         | 12         | 1.887                     | 1       | 14        | 120       | 47         |
| 2004 | 141.694     | 143.203     | 98,9        | 72         | 58         | 14         | 1.967                     | 2       | 17        | 100       | 47         |
| 2010 | 144.980     | 154.737     | 93,7        | 78         | 69         | 9          | 1.858                     | 3       | 10        | 97        | 47         |
| 2014 | 161.600     | 165.100     | 97,9        | 88         | 78         | 10         | 1.836                     | 13      | 12        | 84        | 52         |
| 2017 | 163.550     | 166.250     | 98,4        | 82         | 74         | 8          | 1.994                     | 12      | 11        | 72        | 52         |
| 2020 | 164.292     | 164.292     | 100,0       | 78         | 68         | 10         | 2.106                     | 11      | 10        | 61        | 52         |
| 2022 | 160.000     | 162.733     | 98,3        | 76         | 67         | 9          | 2.105                     | 12      | 9         | 57        | 52         |

### Diocesi di Fausania
- Francesco Lanzoni, Le diocesi d'Italia dalle origini al principio del secolo VII (an. 604), vol. II, Faenza, 1927,  pp. 677–679.
- Raffaela Bucolo, Fausania (Olbia?), in Raffaela Bucolo (a cura di), Le sedi episcopali della Sardegna paleocristiana. Riflessioni topografiche, in Rivista di archeologia cristiana, vol. 86, 2010,  pp. 378–383.
- Pier Giorgio Ignazio Spanu, La Sardegna bizantina tra VI e VII secolo, Oristano, 1998,  pp. 114–119.

### Diocesi di Civita
- Enciclopedia della Sardegna (PDF), vol. 3, Sassari, 2007,  pp. 29–30 (archiviato dall'url originale il 17 aprile 2012).
- Giacomo Floris, Signoria, incastellamento e riorganizzazione di un territorio nel tardo Medioevo: il caso della Gallura (PDF), Universitat de Barcelona, 2013.
- Anna Maria Oliva, La diocesi di Civita all'epoca dei re cattolici, in Da Olbìa ad Olbia. 2500 anni di storia di una città mediterranea, Sassari, Chiarella Editrice, 1996,  pp. 277–289.
- Angelo Aldo Castellaccio, Olbia nel medioevo. Aspetti politico-istituzionali, in Da Olbìa ad Olbia. 2500 anni di storia di una città mediterranea, Sassari, Chiarella Editrice, 2004,  pp. 33–70.
- (LA)  Konrad Eubel, Hierarchia Catholica Medii Aevi, vol. 1, pp. 188–189; vol. 2, p. 129.